# Amara sponsor
Amara sponsor är en skalbaggsart som beskrevs av Thomas Casey. Amara sponsor ingår i släktet Amara och familjen jordlöpare. Inga underarter finns listade i Catalogue of Life.